# 一心行の大桜
一心行の大桜（いっしんぎょうのおおざくら）は、熊本県阿蘇郡南阿蘇村にある一本桜。

## 特徴

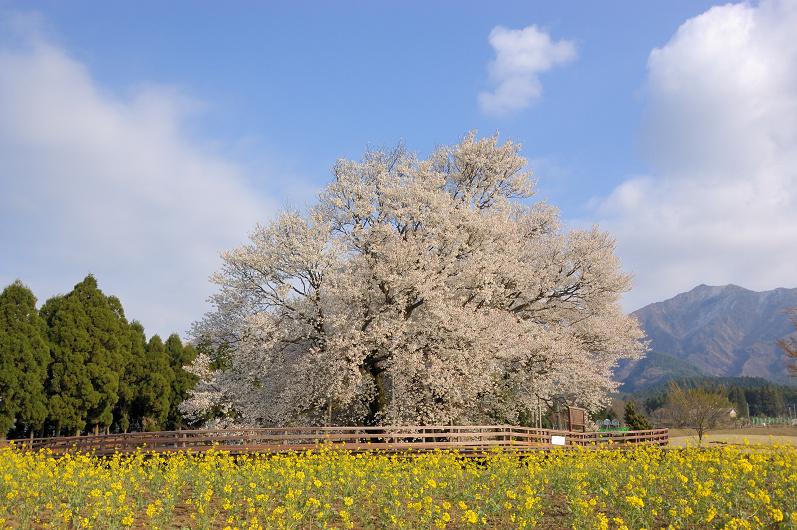
菜の花と一心行の大桜

品種はヤマザクラで、樹齢は400年以上、樹高14m・幹周囲7.35m・枝張は東西に21.3m・南北に26mにもなる。これは、九州では、樹齢600年、樹高23mの福岡県田川郡福智町の虎尾桜などと並ぶ大きさである。
かつてこの地を治めた武将、中村（峯）伯耆守惟冬（ほうきのかみこれふゆ）が眠る墓地内の菩提樹になっている。
1999年にテレビ朝日「ニュースステーション」の夜桜中継で放送されたことをきっかけに観光客が増え、毎年約20万人の観光客が訪れる。南阿蘇村では、2002年から一心行の大桜周辺の公園化を進めており、花公園、パークゴルフ場、駐車場等が整備されている。

## 歴史
戦国時代、現在の南阿蘇村は峯村（みねむら）と呼ばれていた。この地に築城された鶴翼城（かくよくじょう）に住み、熊本県の三角にある矢崎城の城代を兼任していた伯耆守惟冬は、1580年（天正8年）に薩摩の島津氏との戦いで、矢崎城で戦火に散った(阿蘇合戦を参照)。
その妻子は主の死後少数の家臣とひそかに故郷の峯村に戻り、戦いに散った城主と家臣たちの御霊を弔うために桜の苗木を植え、一心に行をおさめたというところから「一心行」の名がついたとされる。
昭和初期の落雷により幹が6本に裂けたため、ドーム型に広がる美しい形となった。現在は、2004年（平成16年）の台風16号及び18号の影響で4本の主幹のうち2本が折れ、ドーム型ではなくM字型となっている。台風などによる傷、空洞や腐食菌による被害が出ており、「くまもと緑の財団」により養生が行われている。
現在、惟冬の直系の子孫が墓地と共にこの大桜を所有している。

## 交通アクセス
- 南阿蘇鉄道高森線中松駅から徒歩15分（1.2㎞）。
- JR九州豊肥本線立野駅からゆるっとバス白水線に乗車し「中松小学校前」下車、徒歩10分（810m）。
- 九州自動車道熊本インターチェンジから31km。